# اس‌اس کایل
اس‌اس کایل (به انگلیسی: SS Kyle) یک کشتی بود. این کشتی در سال ۱۹۱۲ ساخته شد.